# 尼克薩爾

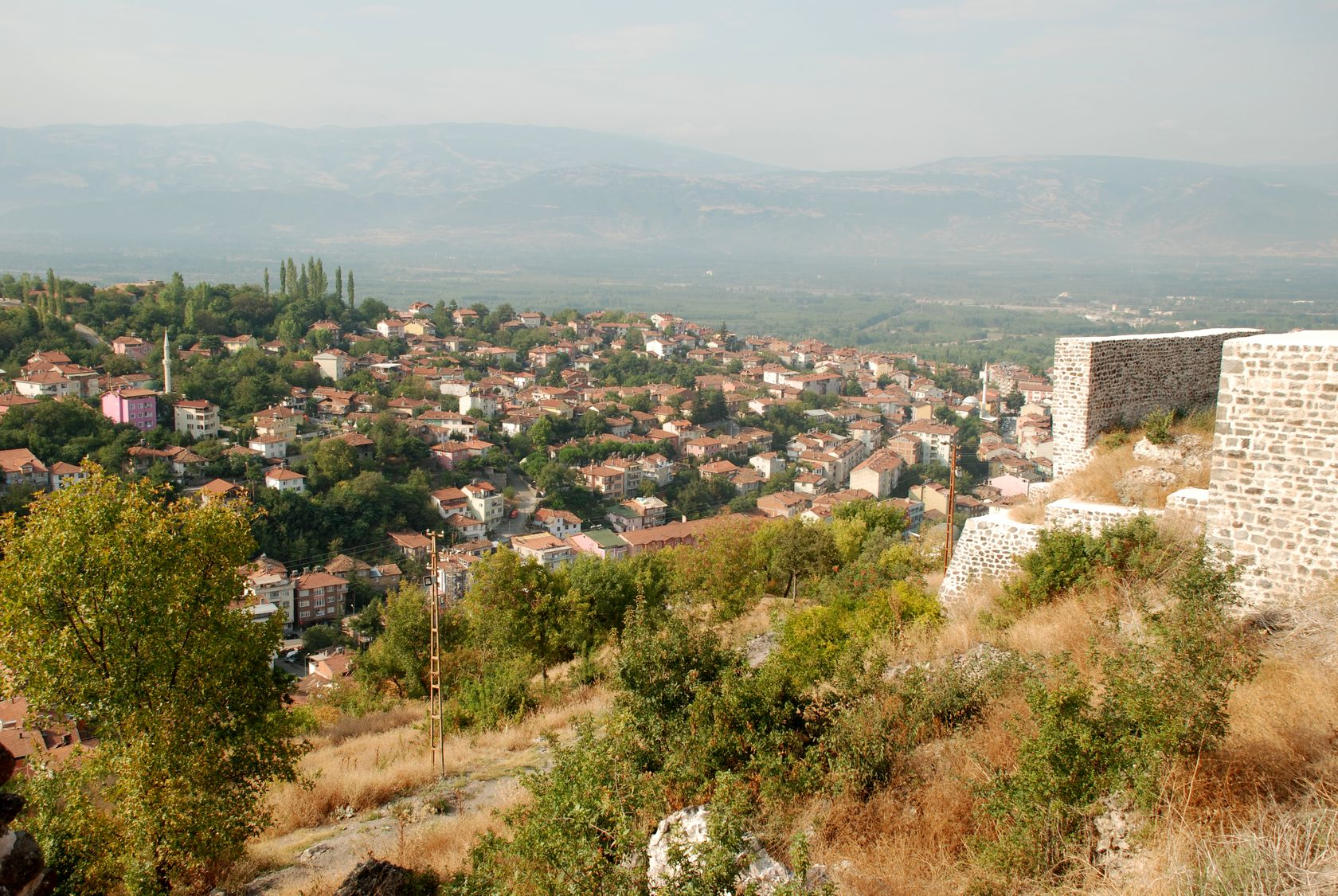
尼克薩爾

尼克薩爾（土耳其语：Niksar）是土耳其的城鎮，由托卡特省負責管轄，位於該國北部，面積955平方公里，海拔高度350米，受大陸性氣候影響，每年平均降雨量475毫米，2022年人口为37107人。
历史上该城的名字是新凯撒利亚（拉丁语：Neocaesarea，希腊语：Νεοκαισάρεια）。
40°35′N 36°57′E / 40.583°N 36.950°E
1. ↑   (XLS). TÜİK.   [22 May 2023]. （原始内容存档于2023-12-27） （英语）.